# مناف اوبا
مناف اوبا (به لاتین: Manafoba) یک منطقه مسکونی در جمهوری آذربایجان است که در شهرستان خاچماز واقع شده‌است.